# Areometr Richtera
Areometr Richtera – rodzaj areometru, który wskazuje zawartość etanolu w stopniach Richtera (°R), czyli w procentach wagowych [g/100g].